# Siamaggiore
Siamaggiore är en ort och kommun i provinsen Oristano i regionen Sardinien i Italien. Kommunen hade 926 invånare (2017).